# Mentuhotep II.
Nebhotepre Mentuhotep II.  (2046. – 1995. pr. Kr.) bio je faraon 11. dinastije, sin Intefa III od Egipta i niže kraljice po imenu Iah. Vlastita suipruga mu je bila 'kraljeva majka' Tem. Ostale supruge su bile Neferu (vlastita sestra) i pet žena pokopanih u njegovom zagrobnom kompkleksu. Jedini poznati sin mu je bio Mentuhotep III.
Kralj je svoje ime promijenio nekoliko puta tijekom vladavine, najvjerojatnije kako bi označio važne političke događaje. Prijestolno ime mu je bilo Nebhepetre, a poznat je kao prvi vladar Srednjeg egipatskog kraljevstva. Torinski kanon mu pripisuje vladavinu od 51 godine.
U 14. godini njegove vladavine se dogodio ustanak. Moguće je da je u pitanju bio rat Mentuhotepa II. protiv suparničke 10. dinastije u Herakleopolisu Magni. O tim događajima se malo zna.
Mentuhotep je nakon toga ponovno ujedinio drevni Egipat, po prvi put od vremena 6. dinastije. Točan datum ujedinjenja nije poznat.
Također je poznat po vojnim pohodima na jug protiv Nubije, koja je stekla nezavisnost za vrijeme Prvog prijelaznog perioda. Također postoje dokazi o vojnoj aktivnosti u oblasti Palestine. Kralj je reorganizirao zemlju i postavio vezira na čelo uprave. Veziri za vrijeme njegove vladavine su bili Ipi i Dagi. Blagajnik je bio Khety, koji je isto tako sudjelovao u kraljevom sed festivalu. Slijedio ga je Meketre. Vojskovođa je bio izvjesni Intef o kome se zna po njegovom grobu u Tebi.
Sahranjen je u velikoj grobnici koju je dao sagraditi u Deir el-Bahriju. Mentuhotep II. je sagradio hramove i kapele širom Gornjeg Egipta.